# Mistrovství Asie a Oceánie v ledním hokeji do 18 let 1984
Mistrovství Asie a Oceánie v ledním hokeji do 18 let 1984 byl první asijský U18 turnaj v ledním hokeji. Konal se od 23. do 30. března 1984 v Kuširu a v Tomakomai v Japonsku. Turnaje se zúčastnila čtyři družstva, která hrála dvoukolově každé s každým. Vítězství si připsali junioři domácího Japonska před juniory Číny a juniory Jižní Koreje.

## Výsledky
|    |             | Japonsko   | Čína       | Jižní Korea | Austrálie  | V | R | P | VG | OG | B  |
| 1. | Japonsko    | ***        | 13:4, 7:2  | 6:0, 12:2   | 15:1, 11:0 | 6 | 0 | 0 | 64 | 9  | 12 |
| 2. | Čína        | 4:13, 2:7  | ***        | 10:1, 8:2   | 13:0, 11:1 | 4 | 0 | 2 | 48 | 24 | 8  |
| 3. | Jižní Korea | 0:6, 2:12  | 1:10, 2:8  | ***         | 8:4, 9:3   | 2 | 0 | 4 | 22 | 43 | 4  |
| 4. | Austrálie   | 1:15, 0:11 | 0:13, 1:11 | 4:8, 3:9    | ***        | 0 | 0 | 6 | 9  | 67 | 0  |